# Botrylloides
Botrylloides Milne Edwards, 1841 è un genere di ascidie coloniali della famiglia Styelidae.

## Tassonomia
Comprende le seguenti specie:
- Botrylloides anceps (Herdman, 1891)
- Botrylloides aureus Sars, 1851
- Botrylloides chevalense Herdman, 1906
- Botrylloides diegensis Ritter & Forsyth, 1917
- Botrylloides fuscus Saito & Watanabe, 1985
- Botrylloides giganteum (Pérès, 1949)
- Botrylloides israeliense Brunetti, 2009
- Botrylloides leachii (Savigny, 1816)
- Botrylloides lenis Saito & Watanabe, 1985
- Botrylloides lentus Saito & Watanabe, 1985
- Botrylloides magnicoecum (Hartmeyer, 1912)
- Botrylloides niger Herdman, 1886
- Botrylloides perspicuus (Herdman, 1886)
- Botrylloides pizoni Brunetti & Mastrototaro, 2012
- Botrylloides saccus Kott, 2003
- Botrylloides simodensis Saito & Watanabe, 1981
- Botrylloides superbum (Drasche, 1883)
- Botrylloides tyreum Herdman, 1886
- Botrylloides violaceus Oka, 1927